# Gare de Nérac
La gare de Nérac est une gare ferroviaire française des lignes de Port-Sainte-Marie à Riscle et de Nérac à Mont-de-Marsan, située sur le territoire de la commune de Nérac, dans le département de Lot-et-Garonne, en région Nouvelle-Aquitaine.
Elle est mise en service en 1880 par la Compagnie des chemins de fer du Midi et du Canal latéral à la Garonne.

## Situation ferroviaire
Établie à 71 mètres d'altitude, la gare de Nérac est située au point kilométrique (PK) 134,57 de la ligne de Port-Sainte-Marie à Riscle, ainsi que de celle de Nérac à Mont-de-Marsan dont elle constitue le point de départ.

## Histoire
La gare est inaugurée en 1880, lors de la mise en service de la ligne allant à l'époque de Port-Sainte-Marie à Condom.
Elle se voit rajouter une deuxième ligne en 1890 lors de l'inauguration de la liaison reliant Nérac à Mont-de-Marsan.
Ces deux lignes donnent alors à la Gare de Nérac le statut de "Gare de Bifurcation". Elle est donc dotée d'une halle voyageurs de type Eiffel couvrant 3 voies, au style similaire à celle de la Gare d'Agen. Cette halle sera par la suite démontée, en même temps que la mise hors service voyageurs de la ligne.

### Desserte
La gare est desservie par le train touristique de l'Albret de 2004 à 2023.

### Intermodalité
Les lignes de cars no 441 (Agen à Lavardac), 442 (Agen à Mont-de-Marsan) et 531 (Agen à Pau) passent à proximité de la gare et remplacent une partie des anciens services ferroviaires pour les voyageurs.